# المرأة المسلسلة (كوكبة)
المَرْأَةُ المُسَلْسَلَةُ أو الأَرْمَلَةُ أو المرأة التي لم تر بعلاً (بالإنجليزية: Andromeda)‏ هي أحد الكوكبات ال48 المدونة في القرن الثاني الميلادي على يد عالم الفلك الإغريقي الروماني بطليموس وهي أيضاً أحد الكوكبات ال88 الحديثة. تقع شمال خط الاستواء السماوي, وقد اشتُّق اسمها العلمي من أندروميدا, وهي ابنة كاسيوبيا في الأساطير الإغريقية, والتي سُلسلت إلى صخرة ليأكلها وحش البحر قيطس. تبرز الكوكبة خلال أمسيات الخريف في نصف الكرة الأرضية الشمالي بالإضافة إلى كوكبات أخرى عديدة سميت باسم شخصيات أسطورة بيرسيوس. تشاهَد الكوكبة فقط شمال خط العرض 40° جنوباً بسبب ميلها الشمالي, أما المراقبون جنوب هذا الخط فتكون لهم تحت الأفق. إنها إحدى أكبر الكوكبات، إذ تبلغ مساحتها 722 درجة مربعة (أي ما يقارب 0.22 ستراديان, وهذا يفوق 1،400 ضعف حجم القمر المكتمل, ومن 55٪ من حجم كوكبة الشجاع كبرى الكوكبات، ومن 10 أضعاف حجم صغرى الكوكبات, وهي كوكبة صليب الجنوب.
وهي كوكبة في نصف الكرة السماوية الشمالي، تقع بين كوكبات حامل رأس الغول وذات الكرسي والعظاءة والفرس الأعظم والحوت والمثلث. وأكثر نجوم كوكبة المرأة المسلسلة سطوعاً هو نجم سرة الفرس. تقع في هذه الكوكبة مجرة المرأة المسلسلة، وهي مجرة حلزونية قريبة من مجرتنا على بُعد 2,5 مليون سنة ضوئية فقط، تُعتبر مجرة المرأة المسلسلة الواسعة في مقياس المجرات مُجاورة حقاً لنا. هذه المجرة، الممتدة على 260 ألف سنة ضوئية، قريبة لدرجة أنه تطلب صفُّ 11 صورة ملتقطة بواسطة مقراب غالاكس (GALEX) للأشعة فوق البنفسجية للحصول على هذا المشهد الرائع. في حين تبرز الأذرع الحلزونية في صورة المجرة (المعروفة أيضاً باسم M31) الملتقطة في الضوء البصري، فإنها تبدو شبيهة بالحلقات في هذا المشهد فوق البنفسجي من GALEX التي تُهيمن عليه النجوم الفتية الحارة كبيرة الحجم. هذه الحلقات مراكز نشطة لتكون النجوم، لذا اُعتُبرت دليلاً على اصطدامها بمجرة إهليلجية أصغر مجاورة لها (M32) قبل حوالي 200 مليون سنة. تُعتبر مجرة المرأة المسلسلة ومجرتنا درب التبانة العضوين المهيمنين ضمن مجموعة المجرات المحلية.

## اقرأ أيضا
- مجرتي أرب 273